# Alfred Kelbassa
Alfred Kelbassa (Gelsenkirchen-Buer, 1925. április 21. – Dortmund, 1988. augusztus 11.) nyugatnémet válogatott német labdarúgó, csatár.

## Pályafutása

### Klubcsapatban
1933 és 1940 között a Schwarz-Weiß Bülse 1931 korosztályos csapataiban kezdte a labdarúgást. A második világháború alatt a Holstein Kiel és a Fortuna Glückstadt együtteseiben szerepelt vendégjátékosként. 1946 és 1952 között a STV Horst Emscher labdarúgója volt. Az 1952–53-as idényben a Preußen Münster csapatában szerepelt, majd egy idényre visszatért a Horst Emscher együtteséhez. 1954 és 1963 között a Borussia Dortmund játékosa volt és három bajnoki címet nyert a csapattal. 1963-ban vonult vissza az aktív labdarúgástól.

### A válogatottban
1956 és 1958 között hat alkalommal szerepelt a nyugatnémet válogatottban és két gólt szerzett. Részt vett az 1958-as svédországi világbajnokságon.

## Sikerei, díjai
NSZK
- Világbajnokság
  - 4.: 1958, Svédország

 Borussia Dortmund
- Nyugatnémet bajnokság
  - bajnok: 1955–56, 1956–57, 1962–63